# Phytocoris infuscatus
Phytocoris infuscatus är en insektsart som beskrevs av Reuter 1909. Phytocoris infuscatus ingår i släktet Phytocoris och familjen ängsskinnbaggar. Inga underarter finns listade i Catalogue of Life.